# Biała Góra (Praga)

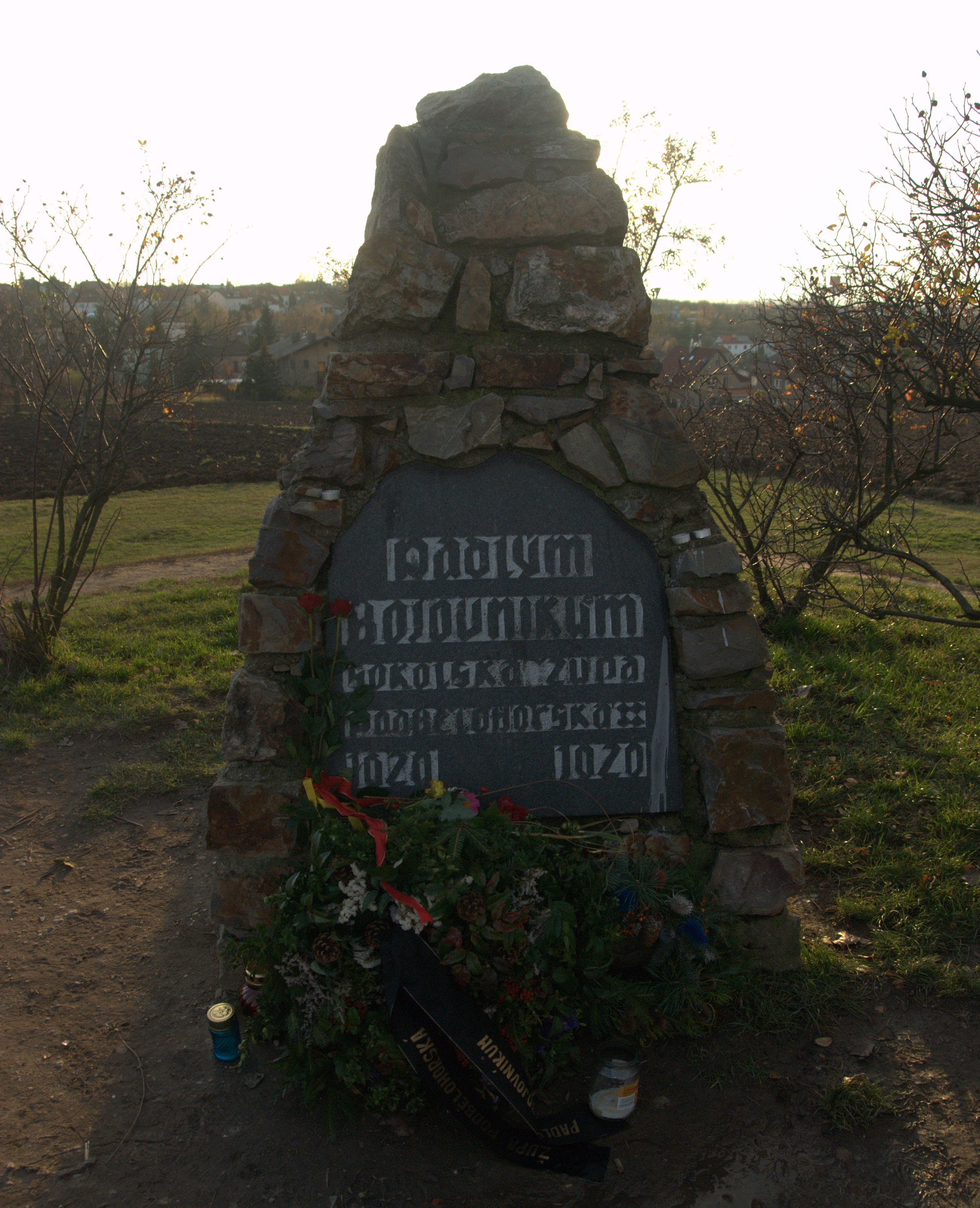
Pomnik ofiar bitwy

Biała Góra (cz. Bílá Hora) – osiedle w Ruzyně w Pradze, 
Nazwa osiedla pochodzi od Białej Góry (cz. Bílá hora), wzgórza o wysokości 381 m, od którego nazwano bitwę na Białej Górze (1620). Na wzgórzu znajduje się niewielki pomnik ofiar bitwy. W latach 1960–1974 był to najwyższy punkt Pragi, później stał się nim szczyt wzgórza Kopanina - 390 m. W pobliżu wzgórza znajduje się kościół pielgrzymkowy i Letohrádek Hvězda.